# Canada agli XI Giochi olimpici invernali
Il Canada partecipò agli XI Giochi olimpici invernali, svoltisi a Sapporo, Giappone, dal 3 al 13 febbraio 1972, con una delegazione di 47 atleti impegnati in sette discipline.

## Medagliere

### Per discipline
| Sport                 | Oro | Argento | Bronzo | Totale |
| --------------------- | --- | ------- | ------ | ------ |
| Pattinaggio di figura | 0   | 1       | 0      | 1      |
| Totale                | 0   | 1       | 0      | 1      |

### Medaglie
| Medaglia | Atleta          | Sport                 | Evento                          |
| -------- | --------------- | --------------------- | ------------------------------- |
| Argento  | Karen Magnussen | Pattinaggio di figura | Pattinaggio di figura femminile |